# Huile de cajeput

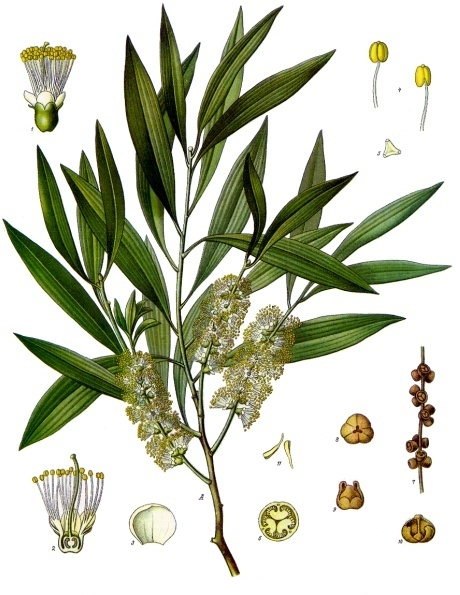
Melaleuca leucadendra (Köhler)

L'huile de cajeput est une huile essentielle extraite des feuilles de Melaleuca cajuputi, un arbre de la famille des Myrtacées. « Pour le cajeput, les anciennes nomenclatures botaniques non valides comme M. leucadendron devraient ne plus être utilisées par les opérateurs », rappelle l'Anses en 2020.
L'huile essentielle de cajeput est obtenue par distillation à la vapeur d'eau des feuilles du cajeput.
Distillée principalement en Indonésie et au Vietnam, l'huile est utilisée pour ses propriétés antimicrobiennes en usage interne et en massage contre les douleurs rhumatismales. C'est un constituant du baume du tigre rouge.

## Étymologie
Le nom français cajeput et l'épithète spécifique du nom latin cajuputi sont des emprunts phonétiques à  l'indonésien (bahasa Indonesia), Kayu putih « bois blanc » désignant le Melaleuca cajuputi.

## Histoire
Les débuts de la production d'huile de cajeput ont eu lieu dans l'archipel des Moluques, dans l'aire de répartition naturelle de Melaleuca cajuputi subsp. cajuputi, au XVIIe – XVIIIe siècle.

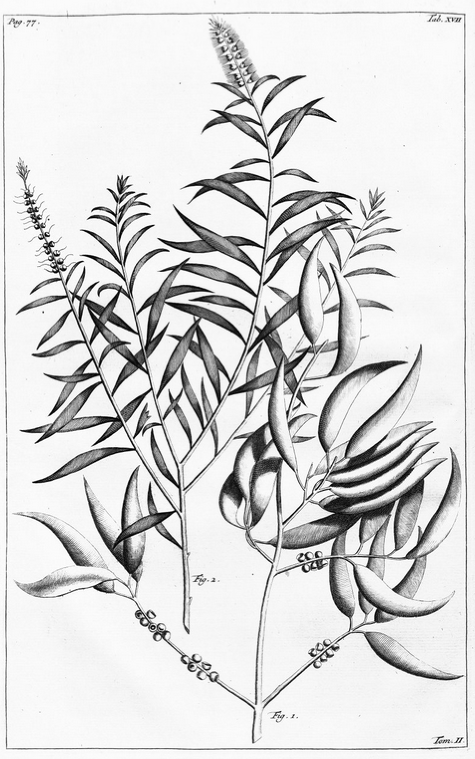
Arbor alba minor : Caju puti, illustration tirée de Herbarium amboinense, rédigé par Rumphius entre 1657 et 1690

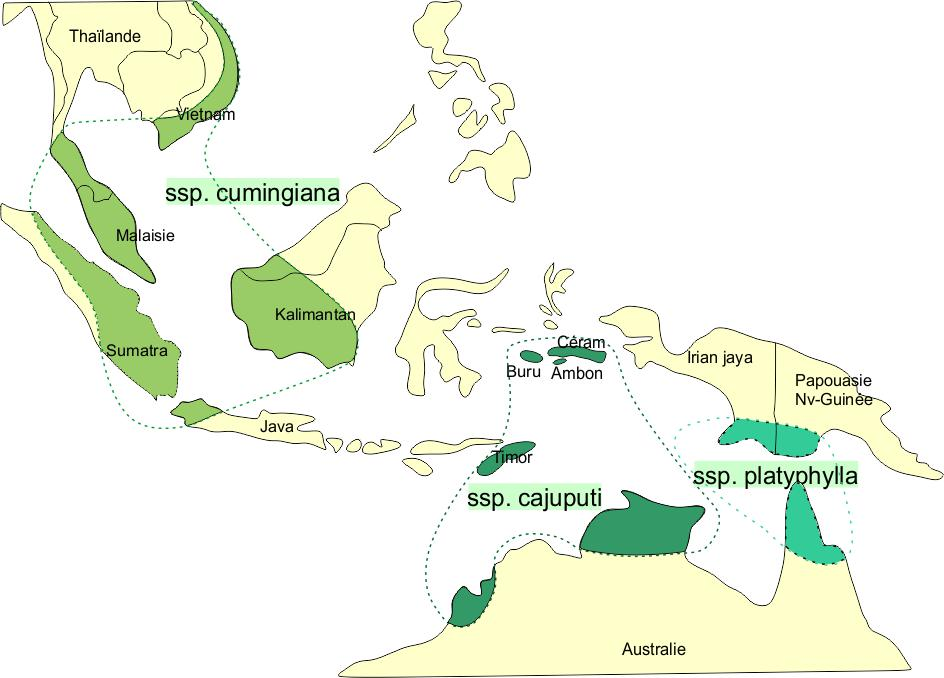
Distribution des 3 sous-espèces de M. cajuputi,
- subsp. cajuputi : Australie du nord, Timor, Moluques
- subsp. cumingiana : Malaisie, Sumatra, Kalimantan
- subsp. platyphylla : péninsule du cap York (Australie), Papouasie-Nouvelle-Guinée
(tirée des cartes de Craven)

C'est vers le commencement du  XVIIIe siècle que l'huile de cajeput a commencé à être connue en Europe, et  Lochner  serait le premier à en avoir parlé en 1717, mais c'est le marchand et botaniste Rumphius (1628-1702) qui a donné la première description précise de l'arbre et de l'huile au XVIIe siècle, dans une œuvre majeure de botanique tropicale qui malheureusement ne sera publiée qu'entre 1741 (vol.1) et 1750 (vol. 6), longtemps après sa mort. Rumphius, engagé dans la Compagnie néerlandaise des Indes orientales, arrive à l'île d'Ambon en 1654, et entreprend de décrire la flore de l'île. Durant 30 ans, avec des assistants, il collectera les plantes, et en donnera des descriptions et des illustrations de grandes qualités dans Herbarum Amboinensis,. Dans cette œuvre magistrale, il donne la description de l' « Arbor alba minor : Caju puti » que Linné nommera (un siècle plus tard, en 1767) Melaleuca leucadendra.
Il indique aussi qu'une huile volatile, à odeur de cardamome, est produite par distillation de ses feuilles. Il ajoute « si on prend quelques gouttes de cette huile avec de la bière ou du vin, on transpire profusément » (Herb. Amboi., Vol II, chap. 25, p. 103).
Toutefois, Beekman, le traducteur de Rumphius, précise que l'huile de cajeput commerciale était inconnue du temps de Rumphius. « L'exploitation des arbres Melaleuca pour l'huile de cajeput fut une invention européenne et demeura restreinte essentiellement à l'île de Buru ».
Le chimiste Friedrich Hoffmann fait allusion à l'huile de cajeput dans ses  Observations physiques et chymiques   en 1754 ; depuis cette époque, c'est principalement en Allemagne que l'huile de cajeput a été  employée sous le nom d'Huile de Wittneben, du nom d'un pasteur allemand qui avait longtemps résidé à Batavia et qui passe pour l'avoir découverte.
Plusieurs botanistes explorateurs français ont pu observer la fabrication de l'huile de cajeput dans les Moluques, comme Jacques Labillardière, qui de passage sur l'île de Buru (à l'ouest d'Ambon), en 1792, décrit sa distillation.
Nous avons aussi le témoignage au début du XIXe siècle, du pharmacien de l'expédition autour du monde de la corvette La Coquille (1822-1825), René Lesson, qui a pu voir la préparation de l'huile essentielle dans l'île de Bourou (Buru), effectuée dans deux alambics de cuivre qui appartenaient, l'un au résident néerlandais, l'autre au radjah malais. « L'huile de caïou-pouti ou comme nous l'écrivons, cajéput » nous dit Lesson (1829) « ne s'obtient que dans les Moluques, et dans deux ou trois îles au plus ». L'arbre qui la produit est « cultivé en grand sur les collines de la partie orientale de Cajéli », partie de l'île de Bourou que Lesson a visité. Il identifie l'arbre comme étant le Melaleuca leucadendron car à l'époque, cette dénomination ne distinguait pas clairement plusieurs espèces très proches de mélaleuques à larges feuilles qui n'ont été finement caractérisées qu'à la fin de XXe siècle grâce aux études de systématique de Blake (1968) puis celles de Craven et Barlow (1997).
À Paris, le pharmacien Guibourt indique avoir distillé les feuilles de plusieurs Melaleuca, Metrosideros et Eucalyptus, cultivés au Jardin du Roi. Il donne en 1831 une description de l'huile de cajeput, « d'une belle couleur verte » et affirme que l'huile « doit sa couleur verte à de l'oxide de cuivre qu'elle tient en dissolution ».
Les Malais et peuples de l'Archipel regardaient l'huile de cajeput comme une panacée. Les colons européens l'avaient aussi adoptée. « On l'emploie comme remède excellent contre les douleurs rhumatismales et les paralysies, en l'appliquant en frictions. » (Lesson, 1829). Ce fut un des premiers produits d'Asie du Sud-Est importé en Europe par les Néerlandais. La réputation de l'huile s'étendit à toute l'Indonésie, l'Inde, la Malaisie, le Chine et le Vietnam.
On lui attribuait au  XIXe siècle de très nombreuses vertus thérapeutiques pour traiter : maux de dents, coliques, fièvres résistant au quinquina, choléra, affections nerveuses, hystérie, épilepsie, coma, rhumatismes, paralysie.
Elle était en outre utilisée comme antispamodique, ou pour la conservation des étoffes et des herbiers et pour repousser les insectes.
Elle entre dans la composition du baume du tigre, onguent développé en Birmanie, à la fin du XIXe siècle.

## Composition chimique
L'huile de cajeput est un liquide jaune pâle, parfois avec une teinte verdâtre, à odeur pénétrante et camphrée.
L'huile de cajeput commerciale est principalement tirée de la sous-espèce Melaleuca cajuputi subsp. cajuputi. Dans son aire de distribution M. cajuputi se rencontre suivant trois formes morphologiques différentes, nommées les sous-espèces cajuputi, cumingiana et platyphylla qui chacune donne une huile essentielle caractéristique sur le plan chimique.
Les premières distillations de l'huile de cajeput se sont déroulées dans l'archipel des Moluques (les îles d'Ambon, Buru, Seram, Banda), là où croît naturellement la sous-espèce cajuputii.
Brophy et Doran caractérisent l'huile de ce taxon par des quantités souvent très substantielles de 1,8-cinéole (3-60%) et des sesquiterpénols (sesquiterpènes avec un groupe alcool) comme le globulol, le viridiflorol et le spathulénol
| Composition de l'huile de ssp. cajuputi (Australie, Indonésie, d'après Doran) | |
| Éther-oxyde                                                                   | 1,8-cinéole : 3,2 - 58,5 %                                                                                 |
| Sesquiterpénols                                                               | globulol : 0,2 - 9,2 viridiflorol : 0,2 - 15,6 % spathulénol : 0,4 - 30,2 %                                |
| Terpénoïdes                                                                   | limonène : 0,3 - 5,0 % β-caryophyllène : 0,3 - 3,7 % viridiflorène : 0,5 - 8,6 % α-terpinéol : 0,9 - 8,3 % |

La sous-espèce ssp. cumingiana donne des huiles de composition très variable. Les composants principaux des huiles en provenance d'Indonésie, Malaisie, Thaïlande et Vietnam, sont le γ-terpinène (0-19 %) et le terpinolène (0-22 %), accompagnés en moindres quantités de α-pinène, α-thuyène, α-phellandrène, etc.
| Composition de l'huile de ssp. cumingiana (Indonésie, Malaisie, Thaïlande, Vietnam etc. d'après Doran) | |
| Monoterpènes                                                                                           | γ-terpinène : 0 -19 % terpinolène : 0 - 22 %                                                                                    |
| Monoterpènes cycliques                                                                                 | α-pinène : 1 - 10 % α-thuyène : 0 - 8 % α-phellandrène : 0,1 - 2 % α-terpinène : 0 - 3 % limonène : 0 - 3 % p-cymène : 0 - 12 % |

Il a été rapporté (Todorova et 1988, Motl 1990) une huile de cajeput en provenance de la province de Long An, au Vietnam, très riche en 1,8-cinéole (41-48 %) avec de plus faibles quantités de α-terpinéol bien que provenant en principe de ssp. cumingiana.
La dernière sous-espèce ssp. platyphylla se présente sous forme de deux chémotypes :
- huile riche en α-pinène (34 - 73 %) avec de moindres quantités de 1,8-cinéol (0,2 - 3 %), γ-terpinène (0 - 2 %) etc.
- huile de Papouasie-Nouvelle-Guinée, riche en β-triketone, platyphyllol (21 - 80 %) et cajeputol (0,6 - 51 %).

## Activités pharmacologiques
Les principales activités de l'huile de cajeput sont :
- Activité antimicrobienne, mise en évidence[13],[14] contre Escherichia coli et Staphyloccocus aureus, Klebsiella pneumoniae, Salmonella choleraesuis, Listeria monocytogenes, Bacillus subtilis etc. L'activité antifongique concerne Candida albicans et Microsporum sp.. 
Les constituants antimicrobiens identifiés par Nguyen Duy Cuong et als, (1994) sont le 1,8-cinéole, (-)-linalol, le (-)-terpinène-4-ol, l'α-terpinéol.
- Activité antiradiculaire. Elle a été observée avec M. leucadendron de Cuba[13].
- Activité insectifuge et anti-Aedes[13]. Une étude a montré qu'il était possible d'utiliser des pulvérisations d'aérosol à base de 10 % d'huile essentielle de cajeput[15] pour lutter contre les moustiques vecteurs de la dengue (Aedes aegypti, A. albopictus) dans des appartements.
- Activité  antivirale[réf. souhaitée]
- Activité antalgique[réf. souhaitée]

## Usages
L'huile essentielle de cajeput est traditionnellement utilisée :
- en usage interne pour la dysenterie, la colite infectieuse, l'amibiase[13]. C'est un désinfectant urinaire et pulmonaire.
- en usage externe, l'huile est traditionnellement utilisée contre les rhumatismes, la goutte, certains types de douleurs et de dermatose. Elle s'utilise à raison de quelques gouttes dans l'huile ou le baume de massage. Ne pas l'appliquer pure sur l'épiderme.

C'est un remède familial très commun dans l'Asie du Sud-Est. En usage interne, elle est utilisée contre les rhumes[réf. souhaitée], coliques et crampes d'estomac. En usage externe, contre les douleurs rhumatismales au travers de massages.
On lui attribuait au  XIXe siècle de très nombreuses vertus thérapeutiques Elle était utilisée comme antispamodique. Elle était considérée comme une panacée.
En Allemagne, la monographie établie par la Commission E du BfArM pour cette huile essentielle décrit une quarantaine d'associations avec d'autres huiles essentielles ou d'autres produits. La teneur importante en cinéole du chimiotype cajuputi a conduit la Commission a estimer que l'utilisation de ces associations comme rubéfiant en cas de douleurs rhumatismales est justifiée.
Il n'existe pas de données scientifiques sur les usages par voie orale.
Posologie : 2 à 5 gouttes par jour, 3 à 4 fois par jour, en solution alcoolique En usage externe, utiliser des pommades au 1/5e ou 1/10e.

### Allergénicité
Cette huile est à éviter chez l'enfant et les personnes asthmatiques en raison de la présence 1,8-cinéole.

### Toxicologie, risques et précautions en cas d'ingestion
Selon les données réunies par l'ANSES en 2020, cette huile essentielle ne devrait pas être ingérée,. Elle est cependant présente dans certains compléments alimentaires (de type gélules, pastilles, comprimés, pilules, flacons munis d'un compte-gouttes, sachets de poudre, ampoules de liquide…, de même que des huiles d'arbre à thé et de niaouli). L'utilisation de ces trois huiles provenant toutes d'espèces de Melaleuca, est maintenant déconseillée pour ce qui concerne la voie orale (interdites dans certains pays européens ; par exemple autorisées en Italie, mais interdites en Belgique), en raison de leurs potentiels effets neurotoxiques. Sur la base d'Allégation nutritionnelle et de santé, ces compléments alimentaires sont cependant parfois détournés (ingérés) par certains comme traitement d'appoint contre certaines infections (angines, sinusites, cystites...),,. En France l'Anses a confirmé en 2020, que d'après les connaissances actuelles, certains composés des huiles essentielles de Melaleuca « présente des risques neurologiques (niaouli et cajeput), cancérigènes, génotoxiques et potentiellement reprotoxiques. » L'Anses a produit des recommandations pour la conservation, le dosage, d'éviction voire d'interdiction de ces huiles, qui sont notamment à déconseiller aux enfants et aux femmes enceintes ou allaitantes,,.
En 2019 (janvier), la DGCCRF a inclus dans la liste de plantes dont les huiles essentielles sont considérées comme traditionnelles au sens de l’article 7 du décret no 2006-352 (liste indicative, sans valeur juridique, avec la mention de précaution suivante :

« les huiles essentielles traditionnellement utilisées, extraites à partir des plantes figurant dans cette liste, peuvent être employées dans les compléments alimentaires sous réserve qu’elles ne présentent pas de risque pour la santé des consommateurs. Les espèces suivantes de Melaleuca apparaissent dans cette liste : Melaleuca alternifolia (Maiden & Betche) Cheel, Melaleuca cajuputi Powell, Melaleuca quinquenervia (Cav.) S.T. Blake et Melaleuca viridiflora Sol. ex Gaertn. »

Pour l'Anses et l'EFSA (2020), cette huile contient un composé préoccupant : le « 1,8-cinéole, composant majoritaire ayant entraîné des complications neurologiques chez les enfants. Il est également présent dans les huiles essentielles d'arbre à thé mais à des concentrations plus faibles (...) les données sur le 1,8-cinéole sont insuffisantes et ne permettent pas de définir de niveau d'exposition sans risque pour le consommateur »,.

En 2020, l'Anses a recommandé « aux opérateurs de déterminer le nombre maximal de gouttes à consommer par jour et pour cela, de prendre en compte les teneurs en terpinèn-4-ol et en méthyleugénol dans ces huiles essentielles, la taille des gouttes délivrées par les flacons et le poids corporel du consommateur ». Le Terpinèn-4-ol ne semble ni mutagène ni génotoxique, mais il est enregistré au titre du règlement REACH comme « substance nocive en cas d'ingestion, provoquant une irritation grave des yeux, une irritation de la peau pouvant aller jusqu’à une réaction allergique, une somnolence ou des vertiges ».

L'ANSES a aussi recommandé d'interdire « la consommation par voie orale des huiles essentielles de niaouli (et cajeput) riches en 1,8-cinéole aux enfants de moins de 30 mois et aux enfants ayant des antécédents d'épilepsie ou de convulsions fébriles, dans l'attente de données toxicologiques plus précises ».

## Production
Les deux centres principaux de production d'huile de cajeput sont l'Indonésie et le Vietnam.
En Indonésie, la production se fait dans l'archipel des Moluques (îles de Buru, Ceram et Ambon) et à Java. Dans les îles des Moluques, des producteurs traditionnels exploitent les formations naturelles de M. cajuputi. À Java, des plantations ont été faites en utilisant des graines provenant de Buru à partir de 1926. En 1995, il y avait environ 9 000 ha de cajeputs plantés, gérés par le ministère des Forêts.
La production traditionnelle se fait principalement dans l'île de Buru qui dispose d'environ 100 000 ha de forêts ouvertes de cajeputs disponibles à la récolte, dans les régions sèches. L'île de Céram dispose d'une formation presque pure de cajeputs sur environ 150 000 ha le long de la péninsule Hoamoal. L'île d'Ambon dispose de quelques formations dispersées.
Les exploitations familiales emploient de 2 à 6 personnes pour récolter 200 ha de cajeputs. La coupe de taillis de 1 à 2 m de haut se fait à la machette. Les feuilles récupérées sont transportées dans des paniers de 20 kg jusqu'à l'alambic. La récolte se fait en amont de la floraison. Certains producteurs laissent les feuilles sécher au soleil quelques jours pour réduire l'humidité. Une chauffe de 160 kg de feuilles sèches dure 8 heures et donne 3 kg d'huile essentielle.
À Java, la production se fait dans des unités de grande échelle. Une plantation de 3 200 ha à Java central emploie 300 ouvriers pour la récolte des feuilles et 70 personnes à la distillation.
Doran estime la production annuelle mondiale d'huile de cajeput à environ 600 tonnes.